# Iris polystictica shugnanica
Iris polystictica shugnanica es una especie de mantis de la familia Tarachodidae.

## Distribución geográfica
Se encuentra en Tayikistán.